# بحران سهام بانک‌های اسرائیل ۱۹۸۳

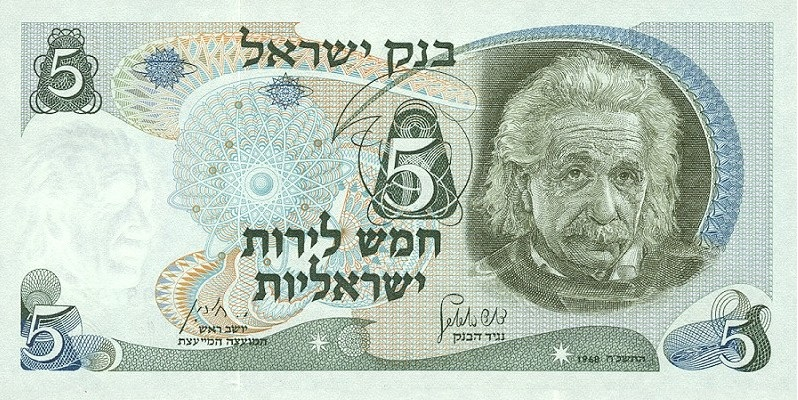
اسرائیل 5 شقالیم 1968

بحران سهام بانک‌های اسرائیل ۱۹۸۳ (انگلیسی: 1983 Israel bank stock crisis)یک بحران مالی بود که در سال ۱۹۸۳ در اسرائیل رخ داد و طی آن سهام چهار بانک بزرگ اسرائیل سقوط کرد. در دوره‌های قبلی کاهش قیمت سهام، بانک‌ها سهام خود را بازخرید می‌کردند تا یک تقاضای نمایشی را برای سهام خود ایجاد کنند و از ارزش آن به‌طور مصنوعی حمایت کنند. اما در اکتبر ۱۹۸۳، بانک‌ها دیگر سرمایه ای برای خرید مجدد سهام و حمایت از قیمت‌ها نداشتند. قیمت سهام بانک‌ها سقوط کرد و بورس اوراق بهادار تل آویو از تاریخ ۶ اکتبر ۱۹۸۳ به مدت هجده روز تعطیل شد. در نتیجه، این بانک‌ها توسط دولت ملی شدند.